# كأس تونس للكرة الطائرة للرجال 1974–75
كأس تونس للكرة الطائرة للرجال 1974-1975 هو الموسم رقم 19 من كأس تونس للكرة الطائرة للرجال.

فاز بهذا الموسم النادي الأولمبي القليبي.

## روابط خارجية
- الموقع الرسمي للجامعة التونسية للكرة الطائرة.